# Marie Arnal
Marie Arnal (Sainte-Foy-lès-Lyon, França, 21 de juliol de 1976) es una exfutbolista internacional francesa.
En la seua primera temporada en el Football Club de Lyon es va proclamar campiona de la Lliga femenina de França. Va tornar a guanyar el títol en 1992-93 i en 1994-96. Va debutar amb la Selecció femenina de futbol de França el 8 de setembre de 1995 contra la Selecció femenina de futbol d'Hongria, al entrar en la segona part en substitució de Sandrine Roux.

## Clubs
| Club                  | País   | Any       |
| --------------------- | ------ | --------- |
| Football Club de Lyon | França | 1990-1997 |